# Phalaenopsis tetraspis
Phalaenopsis tetraspis (возможные русские названия: фаленопсис тетраспис или фаленопсис четырёхщитовой) — эпифитное трявянистое моноподиальное растение семейства Орхидные.

## Этимология
В переводе с греческого tetra — четыре, aspes — округленный щит. 

Вид не имеет устоявшегося русского названия, в русскоязычных источниках обычно используется научное название Phalaenopsis tetraspis. 
Английское название — The Four Sheild Phalaenopsis.

## Синонимы
По данным Королевских ботанических садов в Кью:
- Phalaenopsis barrtii King ex Hook.f., 1895, nom. inval.

## Биологическое описание
Стебель укороченный, полностью скрыт основаниями листьев.
Листьев от 4 до 9, суженные в основании, до 20 см длиной.
Цветоносы многолетние, свисающие, многоцветковые, длиннее листьев.
Цветки 4—5 см диаметром, с приятным цветочным ароматом с оттенком ландыша. Запах появляется на 4—5 день цветения. Окраска цветов сильно варьирует. Лепестки чисто белые или с зеленоватым оттенком, в большинстве случаев покрыты редкими красно-коричневыми полосками. Губа и колонка белые, на губе 2 желтых и 1 сиреневое пятно. Пик цветения весной — летом. Взрослые растения со многими цветоносами могут нести несколько десятков цветов. Цветы не увядают 10—30 дней.
От Phalaenopsis speciosa отличается деталями строения цветка и более темными и толстыми листьями.

## История описания
Найден в природе Томасом Лоббом, сборщиком орхидей работавшим на фирму Вейча в 1868 году. 
 В 1870 году вид описан Генрихом Райхенбахом. 
 Более подробная информация о истории этого вида Orchid Review 1893 г.

## Ареал, экологические особенности

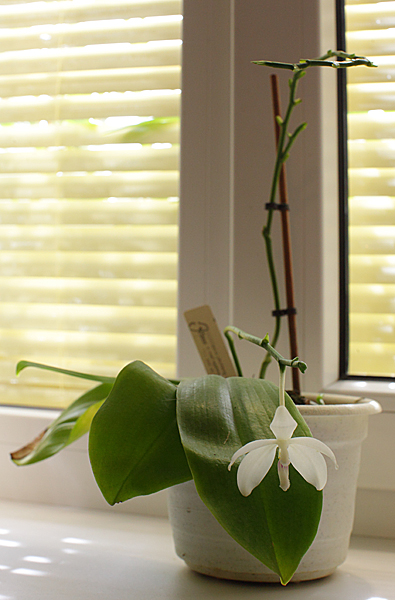
Phalaenopsis tetraspis

Северо-западная часть Суматры, Андаманские и Никобарские острова 

Встречается в лесах на возвышенностях и в мангровых зарослях. Местоположения найденных растений характеризуются, как сильно затенённые.
Климатические условия в местах произрастания (Никобарские острова): 

Сезонных изменений температуры воздуха нет. Круглый год 30—32 °C днем, 25 °C ночью. 
 Относительная влажность воздуха от 80 % зимой, до 90 % в другие времена года. 
 Осадки: январь-апрель 20—100 мм, май-декабрь 200—320 мм.

## В культуре
В конце XIX века этот вид был весьма распространен в культуре, но впоследствии почти полностью исчез и долгое время был известен только в виде гербарных образцов и иллюстраций опубликованных в конце прошлого века. В настоящее время встречается почти во всех крупных коллекциях.
Температурная группа — тёплая.
Требования к свету: 1000—1200 FC, 10760—12919 lx.
Общая информация о агротехнике в статье Фаленопсис.

## Первичныегибриды(грексы)
Donna Craig — tetraspis х chibae (W. Tippit) 2005 

Jennifer Palermo — tetraspis х violacea (J. Palermo) 1998 

Kelsey’s Butterscotch — venosa х tetraspis (Katz-Thompson) 2002 

Mikken — tetraspis х stobartiana (Mrs. R. Levy) 2006 

Palace Florastar — floresensis х tetraspis (Orchid Palace) 2005 

San Shia Sparks — philippinensis х tetraspis (Hou Tse Liu) 2001 

San Shia Tetra — tetraspis х sanderiana (Hou Tse Liu) 2000 

Seto Pixie — celebensis х tetraspis (Fuji Nursery) 1996 

Snow Twinkle — tetraspis х aphrodite (Orchids Ltd (R-J. Quneé)) 2004 

Sumaspice — tetraspis х sumatrana (Alain Brochart (K. Klinge)) 2003 

Taida Snow — amabilis х tetraspis (Taida Horticultural Co Ltd) 1996 

Taida Sunshine — equestris х tetraspis (Taida Horticultural Co Ltd) 1997 

Tetra Bell — bellina х tetraspis (Orchids Ltd (R-J. Quené)) 2005 

Tetra Star — stuartiana х tetraspis (Hou Tse Liu) 2003 

Tetrasambo — tetraspis х amboinensis (Masao Kobayashi) 1996 

Tetraschiller — tetraspis х schilleriana (Masao Kobayashi) 1996 

Tetrawilson — tetraspis х wilsonii (Masao Kobayashi) 1996 

Tzu Chiang Tetralitz — tetraspis х micholitzii (Tzu Chiang Orchids) 2000 

Yaphon Lobspis — lobbii х tetraspis (Yaphon Orch.) 2007